# Hogeschool-Universiteit Brussel
De Hogeschool-Universiteit Brussel (afgekort HUB) was van 2007 tot 2013 een Brussels samenwerkingsverband voor hoger onderwijs. De HUB ontstond op 5 juli 2007 en bestond uit de hogeschool EHSAL (officieel HUB-EHSAL) en de K.U. Brussel (officieel HUB-KUBrussel). HUB vormde een Brusselse koepel onder de Associatie KU Leuven, een associatie rond de Katholieke Universiteit Leuven. De overname van de K.U. Brussel door de KU Leuven, de integratie van de opleidingen van universitair niveau (Handelswetenschappen en handelsingenieur van Ehsal) in de Faculteit Economie en Bedrijfswetenschappen van de KU Leuven en de fusie van HUB-EHSAL met KAHO Sint-Lieven betekende in 2013 het einde voor de Hogeschool-Universiteit Brussel.

## Geschiedenis

### Ontstaan
De HUB-EHSAL is ontstaan uit het samengaan enkele Brusselse hogescholen: de departementen VLEKHO en HONIM van de Hogeschool voor Wetenschap en Kunst fuseerden met de EHSAL. Met de Katholieke Universiteit Brussel, die zijn naam wijzigde naar HUB-KUBrussel, en onder hetzelfde bestuur kwam, werd intensief samengewerkt. HUB-EHSAL en HUB-KUBrussel kwamen tezamen met één onderwijsaanbod onder de naam "Hogeschool-Universiteit Brussel".
De bedoeling van de intensieve samenwerking was vooral het onderwijsaanbod in Brussel beter op elkaar af te stemmen en het academiseringsproces beter te ondersteunen. Het geïntegreerde onderwijsaanbod startte in september 2007. De opleidingen van de KUBrussel verhuisden naar de campussen van EHSAL en VLEKHO. Het onderwijsaanbod voor de faculteit Economie & Management, een samenvoeging van de economische opleidingen van EHSAL, VLEKHO en de KUB, werd opgestart in het academiejaar 2008-2009. Met onder andere de afdelingen EHSAL Management School en de Fiscale Hogeschool was de HUB zo de eerste geïntegreerde hogeschool en universiteit en managementschool in Vlaanderen.

### Einde
In 2013 nam de KU Leuven als universitaire partner binnen de Associatie KU Leuven de inrichting van de opleidingen van universitair niveau (o.a. Handelswetenschappen, Handelsingenieur, Taal-en Letterkunde, Rechten) over. Hierdoor was de grootste Nederlandstalige universiteit nu ook met een campus aanwezig in de Belgische hoofdstad onder de naam 'Katholieke Universiteit Leuven campus Brussel'. De 'Hogeschool-Universiteit Brussel' bestond vanaf toen enkel nog uit HUB-EHSAL, die een jaar later ook zou fuseren. Op de voormalige HUB-campus wordt wel nog steeds tegelijkertijd universitair onderwijs (van de KU Leuven) en hogeschoolonderwijs (van Odisee) ingericht.
In 2009 sloot de HUB een bestuurlijk samenwerkingsakkoord met hogeschool KAHO. Deze samenwerking en bestuurlijke integratie die erop volgde waren een antwoord op de overname van de academische opleidingen door de KU Leuven in het kader van de academisering van het hoger onderwijs die zich in 2013 voltrok. Uiteindelijk mondde de samenwerking uit in een volwaardige fusie, die effectief werd op 1 januari 2014 onder de nieuwe naam HUB-KAHO. Een fusie met de Brusselse Erasmushogeschool was niet mogelijk omwille van strikte afspraken binnen de associatie KU Leuven. Voorafgaand aan de fusie met KAHO werd de studentenraad al gefuseerd onder de naam ASR HUB-KAHO. In 2014 kondigde HUB-KAHO aan de naam te gaan wijzigen in Odisee. Hiermee verdween in september 2014 de naam HUB.

## Opleidingsaanbod per campus
De HUB telde meerdere campussen:
- Campus Brussel (Brussel)
  - Bachelor in het Sociaal Werk
  - Bachelor in het Bedrijfsmanagement
  - Bachelor in het Office Management
  - Bachelor in de Toegepaste Informatica
  - Master in het Internationale Bedrijfseconomie en Bedrijfsbeleid
  - Master in International Business Economics and Management
  - Bachelor in het Onderwijs** Kleuteronderwijs
  - Bachelor in het Onderwijs** Lager Onderwijs
  - Bachelor in het Onderwijs** Secundair Onderwijs - Algemene Vakken & ** Plastische Opvoeding
- Universitaire opleidingen van de KU Leuven op campus Brussel van de Hogeschool-Universiteit Brussel
  - Bachelor en Master in de Handelswetenschappen
  - Bachelor and Master of Business Administration
  - Bachelor en Master Handelsingenieur
  - Bachelor en Master in Milieu- en Preventiemanagement
  - Bachelor in de Taal- en Letterkunde
  - Bachelor in de Toegepaste Taalkunde
  - Master in het Vertalen
  - Master in het Tolken
  - Master in de Meertalige Communicatie
  - Master in de Journalistiek
  - Master na Master in het Vennootschapsrecht
  - Master na Master in Intellectuele Rechten
  - Bachelor in de Rechten
  - English and Economics for Academic Studies
- Campus Parnas (Dilbeek, ex-IRIS HB)
  - Bachelor in het Onderwijs** Secundair Onderwijs - Lichamelijke Opvoeding
  - Bachelor in de Orthopedagogie
- Campus Hoger Instituut voor Gezinswetenschappen
  - Bachelor in de Gezinswetenschappen
  - Bachelor-na-bachelor Psychosociale Gerontologie
- Campus Brussel - Terranova (Brussel, ex-IRIS HB)
  - Bachelor in de Medische beeldvorming
  - Bachelor in de Ergotherapie
  - Bachelor in de Optiek & Optometrie
  - Bachelor in de Verpleegkunde

## Professoren en alumni

### Hoogleraars en wetenschappers
- Rudy Aernoudt, voormalig kabinetschef van de Vlaamse minister van Economie,
- Guy Bats, bedrijfsrevisor, vennoot Ernst & Young, gastprofessor Universiteit Gent
- Roeland Bellens, Janssen Farmaceutica, managing director Strategus, sporteconoom
- Jan Colpaert, directeur CMS
- Roger De Groot, gewoon hoogleraar
- Jan Degadt, hoogleraar KUB, voorzitter SVO
- Raf De Rycke, gedelegeerd bestuurder Broeders van Liefde
- Dirk De Schutter, hoogleraar, filosoof
- Jos Delbeke, adjunct-directeur-generaal voor Milieu EU
- Kurt Devooght, raadgever KBC
- Tarik Fraihi, auteur, filosoof, medewerker sp.a
- Johan Lambrecht, hoogleraar EHSAL, directeur SVO KUB-EHSAL
- Marc Leyder, ABN AMRO, voorheen Bank Corluy
- Jeroen Michels, SVO
- Robert Pourvoyeur, ere-Directeur-Generaal van de Raad van de Europese Gemeenschappen
- Hugo Schiltz, gewezen advocaat, minister van staat, fractievoorzitter VU
- René Stockman, generale overste van de pauselijke congregatie der Broeders van Liefde
- Ignace Van de Woestyne, hoogleraar KUB-EHSAL
- Michaël Van Droogenbroeck, journalist VRT
- Michel Van Hemele, gedelegeerd bestuurder Carestel, professor EHSAL-K.U. Brussel
- Herman Van Rompuy, eerste permanente voorzitter van de Europese Raad

### Alumni
- Ignaas Behaeghe, advocaat-vennoot Lawfort, docent Universiteit Hasselt
- Peter Buytaert, voorzitter Agfa Graphics Asia en afgevaardigd bestuurder Shanghai Agfa Imaging Products
- Jan Cassiman, CEO OTC-Omega Pharma
- Yvan De Cock, voormalig CEO Fortis Bank UK, nu CEO Fortis Turkije
- Pascal Paepen, VRT-correspondent en Director Capital Markets bij Daiwa Capital Markets Europe Ltd
- Christiaan De Wilde, CEO Innogenetics
- Johan Van den Driessche, KPMG
- David Van Herreweghe, Kabinetschef van de Vlaamse Minister van Financiën, Begroting en Ruimtelijke Ordening